# Мадридска спогодба за международна регистрация на марките
Мадридската спогодба за международна регистрация на марки е подписана в Мадрид, Испания през 1891 г. и е ревизирана няколко пъти – в Брюксел (1900), Вашингтон (1911), Хага (1925), Лондон (1934), Ница (1957) и Стокхолм (1967).
С Мадридската спогодба се установява т.нар. Мадридска система, която е основната международна система, позволяваща регистрация на търговски марки в множество държави по целия свят.

## Общи условия
Системата за международна регистрация на марките е уредена от Мадридската спогодба и от Протокол относно Мадридската спогодба, приет през 1989 г., в сила от 1 декември 1995 г. и започващ да действа от 1 април 1996 г. Общият правилник за приложение на Спогодбата и Протокола е в сила от тази последна дата. Мадридската система се администрира от Международното бюро на Световната организация за интелектуална собственост, което поддържа международния регистър и публикува международните регистрации в Бюлетина на СОИС за международните марки.
Всяка държава – член на Парижката конвенция за закрила на индустриалната собственост, може да стане член на Спогодбата или на Протокола, или и на двата договора. Междуправителствена организация също може да стане член на Протокола, при условие, че отговаря на следните няколко изисквания. Страните членки на Спогодбата или на Протокола и организациите, членки на Протокола, се наричат „Договарящи страни“. Те образуват Мадридския съюз.
Протоколът относно Мадридската спогодба урежда въпросите относно правната закрила чрез международна регистрация, териториално действие, действията на международната регистрация, международна заявка, отказ и анулиране на международната регистрация по отношение на някои договарящи страни, заместване на националната или регионална регистрация с международна регистрация, срок на действието на международната регистрация, такси.
„Мадридския съюз“ към 25 февруари 2012 г. има 85 члена. Оригиналният договор има 56 страни членки, 55 от които са също и страни по Протокола. Всеки член на Мадридския съюз е член също така на неговата асамблея. Сред задачите на асамблеята са приемането на програма и бюджет на Съюза, приемането на изменения в правилника за приложение, включително и определяне на тарифа за таксите за използването на Мадридската система.

## Използване
Заявка за международна регистрация може да бъде подадена от физическо или юридическо лице с гражданство в страна член на Мадридската спогодба или на Мадридския протокол, или такова лице да има ефективно и сериозно предприятие в такава страна, или да е с постоянно местожителство в нея, както и от физическо или юридическо лице с такова предприятие или с постоянно местожителство на територията на междуправителствена организация, член на Протокола, или поданик на страна член на такава организация.
Мадридската система за международна регистрация не може да бъде използвана от физическо или юридическо лице, което не е по този начин свързано, чрез своето предприятие, местожителство или
националност, със страна член на Мадридския съюз.

## Срок на действие на регистрацията
Международната регистрация има срок на действие от 10 години. Той може да бъде подновяван за следващи периоди от по 10 г. чрез заплащане на съответните такси. Международното бюро изпраща напомняне на притежателя и, според случая, на неговия представител по индустриална собственост, 6 мес. преди датата, предвидена за подновяването.

## Предимства на системата
Международната регистрация предоставя много предимства за притежателя на марка. След регистрацията на марката или подаването на заявката за регистрация се подава само 1 заявка, ползвайки 1 официален език и се заплаща само 1 такса. Притежателят не е необходимо да чака ведомството на всяка договаряща страна, в която е поискал закрила, да излезе с решение по регистрацията на марката: ако Ведомството не е изпратило отказ за предоставяне на закрила в определения срок, марката е получила закрила на територията на съответната Договаряща страна.
Друго важно предимство е, че последващите регистрацията промени, като промяната на името, адреса на притежателя или ограничаването на списъка на услугите и стоките, могат да бъдат вписани и да създадат действия по отношение на различните посочени договарящи страни, изпълнявайки една-единствена формалност и заплащането на една такса. Има 1 дата за изтичане действието на регистрацията и само 1 регистрация за подновяване.
Международната регистрация предлага предимства и за ведомствата. Те не е необходимо да правят проучвания за формалната редовност на тази регистрация. Техните услуги са възнаградени: индивидуалните такси, събирани от Международното бюро, се прехвърлят на Договарящите страни, за които са били заплатени, а добавъчните и допълнителните такси се разпределят ежегодно.
Със заявка за международна регистрация може да се постигне правна закрила на марка във всички страни-членки на Мадридската спогодба или Протокола или и двете.
Официален език на Мадридската спогодба е френският език. Официални езици на Протокола са френски и английски език, а от 1 април 2004 г. – и испански език.

## Общи указания (България)
Заявка за международна регистрация на търговска марка се подава след предварителната ѝ регистрация в Патентното ведомство на Република България.
Заявка за международна регистрация на марка по реда на Протокола се подава въз основа на подадена заявка за регистрация на същата марка в Патентното ведомство, така и въз основа на регистрирана в Патентното ведомство марка.
Заявка за международна регистрация на търговска марка едновременно по реда на Мадридската спогодба и Протокола се подава след предварителната ѝ регистрация в Патентното ведомство на Република България.
С 1 заявка за международна регистрация може да се осигури правна закрила на търговска марка във всички страни – членки на Мадридската спогодба или Протокола или и двете. Международната регистрация има действие в страни, които са посочени в заявката за международна регистрация.
Международната регистрация може многократно да се подновява за 10-годишни периоди при условие, че се заплати такса, преди изтичане на срока или след това, с 50% увеличена такса, в рамките на 6 мес.
Териториално разширение на закрилата в страни, които не са били посочени в заявката за международна регистрация, може да бъде поискано по всяко време до изтичане на срока на правна закрила на международната регистрация.
При заявка за заличаване на международна регистрация или отказ от закрила такси не се заплащат.
Всички дължими такси за международна регистрация се заплащат от притежателя на марката или неговия представител по индустриална собственост в Международното бюро на Световната организация за интелектуална собственост, Женева, Швейцария, чрез посочените за това начини в заявката за международна регистрация. Патентното ведомство е задължителен посредник при подаването на заявка за международна регистрация и териториално разширение.